# Nuoto in acque libere ai campionati mondiali di nuoto 2022 - 25 km femminili
La gara dei 25 km in acque libere femminile dei campionati mondiali di nuoto 2022 è stata disputata il 30 giugno 2022 nelle acque del lago Lupa di Budakalász a partire dalle ore 07:10. Vi hanno preso parte 15 atlete provenienti da 11 nazioni.
La competizione è stata vinta dalla nuotatrice brasiliana Ana Marcela Cunha, mentre l'argento e il bronzo sono andati rispettivamente alla tedesca Lea Boy e all'olandese Sharon van Rouwendaal.

## Risultati
| Pos.    | Atleta                | Nazionalità   | Tempo     |
| ------- | --------------------- | ------------- | --------- |
| Oro     | Ana Marcela Cunha     | Brasile       | 5h24'15"0 |
| Argento | Lea Boy               | Germania      | 5h24'15"2 |
| Bronzo  | Sharon van Rouwendaal | Paesi Bassi   | 5h24'15"3 |
| 4       | Barbara Pozzobon      | Italia        | 5h24'16"3 |
| 5       | Caroline Jouisse      | Francia       | 5h25'32"1 |
| 6       | Elea Linka            | Germania      | 5h25'36"7 |
| 7       | Anna Auld             | Stati Uniti   | 5h26'25"6 |
| 8       | Réka Rohács           | Ungheria      | 5h26'28"6 |
| 9       | Hanano Kato           | Giappone      | 5h26'30"9 |
| 10      | Kensey McMahon        | Stati Uniti   | 5h30'19"1 |
| 11      | Cheng Hanyu           | Cina          | 5h49'25"9 |
| 12      | Wang Kexin            | Cina          | 5h49'59"2 |
| 13      | Viviane Jungblut      | Brasile       | 5h52'41"6 |
| -       | Ruby Heath            | Nuova Zelanda | dnf       |
| -       | Romina Imwinkelried   | Argentina     | dnf       |
| -       | Lisa Pou              | Francia       | dns       |